# آرامگاه پیر خاموش (تبریز)
آرامگاه پیر خاموش مربوط به دوره پهلوی است و در شهرستان تبریز، بخش مرکزی، خیابان فارابی - پل قاری - نبش خیابان ثقه الاسلام - خیابان عارف واقع شده و این اثر در تاریخ ۱۸ اسفند ۱۳۸۷ با شمارهٔ ثبت ۲۵۱۹۱ به‌عنوان یکی از آثار ملی ایران به ثبت رسیده است.